# STS-70
La STS-70 è una missione spaziale del Programma Space Shuttle. Il lancio è avvenuto il 13 luglio 1995 alle ore 09.41.078 EDT dalla piattaforma di lancio "39B". La missione è durata 8 giorni, 22 ore, 20 minuti, 5 secondi. L'altidutine dell'orbita si è stabilizzata a circa 160 miglia nautiche, con un'inclinazione orbitale di 28,45 gradi. Nella missione sono state percorse circa 3,7 milioni di miglia nautiche. Il rientro della missione è avvenuto il 22 luglio 1995 alle 08.02 EDT presso la pista n. 33 del Kennedy Space Center, Florida (USA).

## Equipaggio
- Terence Henricks (3), Comandante
- Kevin Kregel (1), Pilota
- Nancy Currie (2), Specialista di missione
- Donald Thomas (2), Specialista di missione
- Mary Weber (1), Specialista di missione

## Parametri della missione
- Massa: 20.159 kg con carico utile
- Perigeo: 257 km
- Apogeo: 257 km
- Inclinazione: 28,5°
- Periodo: 90,5 minuti